# Robinson Crusoe (film din 1974)
Robinson Crusoe (în italiană Il racconto della giungla) este un film de animație româno-italian din 1974, realizat în coproducție de studioul românesc Animafilm și studioul italian „Corona Cinematografica”, sub conducerea regizorului român Victor Antonescu, asistat de regizorul italian Francesco Maurizio Guido (Gibba). Acest film adaptează într-o cheie parodică romanul Robinson Crusoe (1719) al lui Daniel Defoe, având o mare parte a animației realizată în România.
Acțiunea filmului se petrece în a doua parte a secolului al XVII-lea și urmărește aventurile lui Robinson Crusoe, singurul marinar supraviețuitor al naufragiului navei engleze Buna Speranță (Good Hope), și ale animalelor sale personificate (papagalul bețiv Paul, câinele somnoros Daniel și pisicuțele Lip și Lap) pe o insulă îndepărtată de civilizație, unde trebuie să se confrunte cu un trib de băștinași canibali conduși de Bongo-Bongo.
Acest film a intrat în istoria cinematografiei românești ca primul lungmetraj de animație produs în România. În ciuda acestui fapt, difuzarea filmului în România a fost interzisă în perioada regimului comunist, filmul fiind difuzat în premieră abia la 1 iunie 1990.

## Rezumat
În toamna anului 1659 nava engleză Buna Speranță (Good Hope), ce avea o încărcătură prețioasă la bord, a pornit într-o călătorie lungă pe apele Oceanului Atlantic. Un uragan a surprins corabia în mijlocul oceanului și, în ciuda faptului că echipajul a luptat cu mult curaj, nava s-a lovit de o stâncă și a eșuat în apropierea unei insule. Robinson Crusoe, singurul marinar supraviețuitor al naufragiului, se trezește pe țărmul insulei și înoată către epavă, unde găsește în viață mai multe animale (câinele somnoros Daniel, pisicuțele îndrăgostite Lip și Lap și papagalul bețiv Paul). El construiește, cu ajutorul animăluțelor, o plută și transportă proviziile alimentare, armele și muniția, materialele de construcții și diverse alte bunuri pe insulă. Naufragiații ridică împreună o colibă pentru a se adăposti de vremea nefavorabilă și de potențialii prădători.
Robinson observă într-o zi o dâră de fum alb și, strecurându-se până acolo, găsește un trib de canibali ce se pregăteau să facă un sacrificiu uman. Luându-i prin surprindere, el reușește să-i sperie și să-i alunge de pe insulă și, în același timp, să-l salveze pe copilul băștinaș pe care canibalii urmau să-l mănânce. Copilul este adus la colibă, se adaptează treptat la modul de viață al naufragiaților și primește numele „Vineri”. Naufragiații construiesc în perioada următoare un gard de protecție în jurul colibei, bănuind că băștinașii se vor întoarce. Bongo-Bongo, căpetenia tribului de canibali, trimite mai multe iscoade pe insulă, care trec prin numeroase aventuri amuzante, dar reușesc să afle informații despre grupul naufragiaților. Informațiile obținute de iscoade îl ajută pe Bongo-Bongo să alcătuiască un plan pentru capturarea intrușilor.
Canibalii debarcă pe insulă într-o noapte și se strecoară până la colibă cu scopul de a-i lua prin surprindere pe naufragiați. Apariția lor este remarcată însă de Paul, iar naufragiații se luptă cu vitejie, dar sunt copleșiți de numărul mare de băștinași. Robinson și Vineri sunt capturați și urmează a fi mâncați a doua zi. Pentru a-i salva, Daniel, Lip și Paul confecționează un costum viu colorat și reușesc să-i convingă pe canibali că ar fi zeul protector al tribului, ajutându-i astfel pe captivi să scape. Naufragiații se adăpostesc în colibă și reușesc temporar să-i țină la distanță pe canibali cu ajutorul armelor de foc, până când rămân fără muniție. Nevoind să renunțe, canibalii se repliază și încep să asedieze coliba.
În acest moment se zărește la orizont o corabie cu pânze albe, care se apropie de insulă. Naufragiații părăsesc coliba și se îndreaptă în fugă către golful unde acostaseră bărcile băștinașilor, apoi urcă într-o barcă și vâslesc în direcția corabiei, fiind urmăriți permanent de canibali care se apropie tot mai mult și silabisesc mereu „unga-dunga-papadunga!”. Căpitanul corabiei îi observă și ordonă marinarilor să îi tragă cu harponul pe nava sa. Corabia se îndepărtează de țărm, în timp ce canibalii sunt nevoiți să se întoarcă flămânzi pe insulă.

## Distribuție (voci în limba română)
- Ion Caramitru — Robinson Crusoe[15]
- Anda Călugăreanu — Friday („Vineri”)[15]
- Horia Căciulescu — Paul, papagal bețiv[15]
- Nucu Păunescu — Bongo-Bongo, căpetenia băștinașilor canibali de pe insulă[15]
- Mircea Bașta — Daniel, câine flocos și somnoros[15]
- Alexandrina Halic — Lip, pisoi[15]
- Luiza Derderian-Marcoci — Lap, pisicuță (menționată Louisa Derderian)[15]
- Valeriu Simion — Jolly-Joker, bucătarul tribului de canibali
- Rodica Tott
- Louisa Boidocan

## Producție

### Context
Animația românească are o tradiție îndelungată, datând din anii 1920. Apariția ei are la bază dorința de dezvoltare a graficii jurnalistice și de depășire a limitelor acesteia prin animarea imaginilor. Borna zero a animației românești este considerată anul 1920, când tânărul desenator, caricaturist și fotoreporter Aurel Petrescu (1897–1948) a realizat un scurtmetraj intitulat Păcală în lună, urmat de D-ale zilei (1923), D-ale zilei II (1924), Păcală amorezat (1924), D-ale zilei III (1926), Motanul în lună (1926) D-ale zilei IV (1927), Femeia, de la Eva până în zilele noastre (1927), Bărbatul, de la Adam până azi (1927), un ciclu de Proverbe ilustrate (1927) și un filmuleț satiric intitulat Capete – Figuri politice (1927). Niciunul din acestea nu s-a păstrat, fiind menționate însă în presa vremii. În aceeași perioadă, Marin Iorda (Iordache) (1901–1972), un alt regizor tânăr, crea personajul Haplea și realiza filmul Haplea (1927). Cei doi artiști, Petrescu și Iorda, sunt considerați pionierii animației românești.
În ciuda acestui debut promițător, filmul de animație românesc a rămas într-o fază artizanală până în anul 1957, când Ion Popescu-Gopo a produs filmulețul Scurtă istorie, care concentra pe durata a zece minute istoria umanității de la formarea sistemului solar până la zborul în cosmos. Obținerea premiului Palme d'Or pentru scurtmetraj la Festivalul Internațional de Film de la Cannes din 1957 de către Scurtă istorie a scos din obscuritate filmul românesc de animație și a contribuit la dezvoltarea acestei arte în România și la obținerea unui prestigiu internațional.
Ca urmare a acestei evoluții, a fost înființat în anul 1964 Studioul Animafilm, prin preluarea echipei de animație a Studioului Cinematografic București, iar numărul producțiilor românești s-a dublat în următorii șase ani: de la 15 pelicule în 1965 la 28 de pelicule în 1970. În 1966, după doi ani de la înființarea studioului, Animafilm a început o colaborare cu compania franceză E.D.I.C. din Paris, care era condusă de Georges de la Grandière. Această colaborare a stat la baza realizării seriei de filme Fablio magicianul (Fablio le Magicien), formate din mai multe scurtmetraje inspirate de fabulele lui La Fontaine. Astfel, Horia Ștefănescu (n. 1940) a realizat Gaița cu pene de păun, iar Victor Antonescu (n. 1936) Greierele și furnica (1969), Iepurele și broaștele (1970) și Stejarul și trestia (1971). Regizorul Victor Antonescu, un „desenator receptiv la gustul publicului, dar mai puțin capabil să-l epateze la rândul lui” (după cum îl descria criticul Dinu-Ioan Nicula), a obținut premiul „Perla Televiziunii Italiene” de la Milano în anul 1970 pentru scurtmetrajul Greierele și furnica, o mențiune la Festivalul Internațional de Film de la Moscova din 1971 și o altă mențiune la Festivalul Internațional de Film de la Tampere din 1972 pentru scurtmetrajul Stejarul și trestia.
Succesul filmelor românești de animație realizate în perioada regimului comunist este evidențiat, de asemenea, de faptul că acestea erau foarte apreciate peste hotare și reușeau să aducă aproximativ 40% din veniturile valutare obținute de compania Româniafilm din exportul de filme autohtone. Studioul Animafilm produsese până în 1971 în jur de 200 de scurtmetraje de animație și intenționa în acea perioadă să colaboreze cu studiouri similare franceze, belgiene și italiene.

### Negocieri pentru o coproducție
Romanul Robinson Crusoe (1719) al lui Daniel Defoe a figurat încă de la sfârșitul anilor 1960 printre subiectele de interes ale studioului Animafilm. Astfel, conducerea Animafilm a anunțat în anul 1968 că urma să transpună acțiunea acestui roman pe diafilm. Studioul românesc, care era condus în acea vreme de Marin Pârâianu, a început să poarte negocieri în 1970 cu studioul italian Corona Cinematografica pentru a realiza în coproducție un lungmetraj de animație. Cel care a avut inițiativa acestei colaborări a fost producătorul italian Alberto Chimenz, care colaborase de mai multe ori în trecut cu compania de difuzare Româniafilm. Pârâianu l-a desemnat pe cineastul Victor Antonescu, care preda începând din 1968 cursuri de inițiere în arta mișcării pentru formarea viitorilor animatori și își formase o echipă proprie de producție, să realizeze acest prim lungmetraj de animație românesc. Prin urmare, după obținerea premiului „Perla Televiziunii Italiene” la Milano, Victor Antonescu a plecat la Roma pentru a se întâlni cu echipa italiană formată din producătorul Alberto Chimenz și animatorul și regizorul Francesco Maurizio Guido (1924–2018), mai cunoscut sub pseudonimul Gibba. Discuțiile au vizat realizarea unei adaptări de animație a romanului Robinson Crusoe.
Negocierile purtate de Animafilm au fost finalizate în anul următor, iar la sfârșitul lui martie 1971 a fost semnat, la Roma, contractul pentru realizarea coproducției româno-italiene Robinson Crusoe cu casele de filme „Corona Cinematografica” și „International Film Enterprises” (I.F.E.), care-i oferea studioului Animafilm posibilitatea de a realiza primul lungmetraj de animație. Din acest motiv, conducerea studioului Animafilm susținea că realizarea acestui film îi obliga „în mod deosebit” și considera acest film o „experiență temerară, prin migala și dificultatea realizării, dar, în același timp, semnificativă pentru capacitatea organizatorică a acestui studio tînăr”. Clauzele contractuale prevedeau ca întreaga activitate artistică să fie realizată de partea română, în timp ce partea italiană urma să asigure toate materialele necesare și să acopere 50% din valoarea devizului producției. Conform contractului, studioul Animafilm avea dreptul să vândă filmul în toate țările socialiste, în țările francofone din Europa, în America de Sud și în unele țări din Extremul Orient, iar partea italiană avea drepturi de difuzare în Italia, în țările anglofone din Europa, în Statele Unite ale Americii și Canada. Filmul urma să fie regizat de Victor Antonescu și Gibba.
Scenariul filmului a fost scris pe parcursul a două săptămâni de Victor Antonescu, pe baza unor schițe ale personajelor create de Gibba, și păstra esența romanului, dar elimina numeroase întâmplări și personaje. Abordarea scenariștilor era originală atât prin interpretarea subiectului într-o viziune modernă, cât și prin adaptarea unor întâmplări la vremurile contemporane. Ca urmare a faptului că filmul era destinat spectatorilor tineri, au fost operate unele modificări pentru a face acțiunea mai interesantă: personajul principal al filmului este foarte tânăr, deloc pedant și, spre deosebire de personajul cărții, care își duce traiul în singurătate până la întâlnirea cu Vineri, înconjurat încă de la început de prieteni. Astfel, potrivit scenariului, Robinson urma să salveze de pe epavă niște animale (un câine somnoros, o pisicuță cochetă și un papagal bețiv și morocănos ca un adevărat lup de mare) și să conviețuiască împreună cu ele pe insulă.
Viziunea modernă a lui Gibba s-a răsfrânt în mod evident asupra aspectului grafic al personajului titular, care era reprezentat ca un tânăr cu barbă neîngrijită, pantaloni evazați și chitară, asemănător tinerilor hippy adepți ai mișcării Flower power, ei înșiși un fel de „naufragiați” ai societății. Prin această reprezentare cineastul italian își demonstra încă o dată spiritul critic și ironic față de societatea contemporană. Scenariștii au convenit ca restul personajelor, care conțineau „o sumă de trăsături caracterologice, necesare unei veritabile tipizări”, să fie create „într-o manieră clasică, expresivă, cu foarte multă forță de sugestie”. Filmul urma să fie, potrivit intenției producătorilor, o „comedie burlescă” despre peripețiile cunoscutului naufragiat și trebuia să evite „accentele satirice cu adrese contemporane”. Potrivit propriei mărturisiri, Antonescu a plecat „plin de speranțe” de la întâlnirea cu Gibba și hotărât să se implice cu toate forțele în realizarea filmului.

### Realizarea filmului
Filmul a intrat în faza de producție în primăvara anului 1971, urmând să aibă în final 8 acte și o durată totală de 80–90 de minute. Realizarea filmului era plănuită să dureze mai mult de un an. O primă problemă a apărut în legătură cu întinderea producției pe o durată mai mare de un an: legislația românească existentă la acel moment nu prevedea posibilitatea realizării unui lungmetraj de animație și, din acest motiv, finanțarea filmului nu se putea face decât pe o perioadă de cel mult un an de la intrarea în producție. Din acest motiv, Animafilm a propus și a obținut acordul partenerului italian ca lungmetrajul să fie împărțit în episoade: primele trei episoade urmau a fi realizate până la sfârșitul anului 1971 („Naufragiul”, „Canibalii”, „Vineri”) și celelalte șase până la finalul anului următor („Epava”, „Petrecerea”, „Alarma”, „Prizonierii”, „Ultima bătălie” și „Salvați”). Costul total de producție al unui minut de animație era de aproximativ 45.000 de lei, ceea ce făcea ca fiecare episod să coste circa 300.000 de lei.
Echipa de producție româno-italiană era alcătuită din aproape o sută de desenatori, animatori, scenografi, operatori de imagine și doi regizori. Victor Antonescu, coordonatorul echipei artistice românești, a cooptat cei mai buni animatori români ai momentului precum Artin Badea, Roland Pupăză, Valentin Baciu, Constantin Păun, Eduard Sasu și Valentin Cain (ar fi fost nevoie de două ori mai mulți, considera regizorul, dar studioul Animafilm nu dispunea de un personal atât de numeros), care formau deja o echipă omogenă și experimentată, doi animatori începători și șase desenatori de animații intermediare. Animatorii începători proveneau din rândul foștilor elevi ai lui Antonescu și trebuiau să se adapteze rapid activității de producție. Acest film urma să reprezinte, din punct de vedere profesional, pentru colectivul de animatori români „un film de creație, dar, în același timp și o însumare a unor experimente artistice și tehnice anterioare: filmare cu măști („Jos masca“), filmări multiplane”.
Activitatea artistică era deja în toi în octombrie 1971, iar regizorul afirma într-un interviu publicat în revista Contemporanul că urma să filmeze întoarcerea lui Robinson la epavă, lupta cu peștele spadă și regăsirea animalelor de companie. Antonescu a împărțit fiecare episod în mai multe scene și a repartizat animatorilor scene succesive cu același personaj pentru reducerea erorilor de construcție și obținerea ritmului necesar al mișcării. Astfel, scena furtunii de la începutul filmului, în care întreg cadrul se mișcă, a fost realizată de Valentin Baciu pe parcursul a peste zece zile, iar scena atacului nocturn în care naufragiații înfruntă asediul a peste 20 de băștinași a fost creată de Eduard Sasu în circa două săptămâni. Zgomotele folosite în film au fost create de regizor prin folosirea crătițelor, lighenelor și paharelor pentru a fi cât mai apropiate de sunetele naturale. Scenografia a fost realizată de Luminița Cazacu, secvențele au fost filmate de Anca Barbu, iar montajul a fost realizat de Stela Vasilescu. Regizorul a colaborat, de asemenea, cu Elisabeta Antonescu ca asistentă de regie.
Realizarea animației pe calc s-a întins pe parcursul unui an și jumătate, timp în care niciun membru al echipei de producție nu a primit concediu de odihnă. În ciuda estimărilor inițiale ale regizorului că vor fi folosite circa 200.000 de desene, au fost realizate peste 300.000 de desene pe coli de celuloid (denumite „acetofane”), fără a mai lua în calcul schițele, iar prin însumarea desenelor realizate ar rezulta o potecă lungă de peste 1,5 kilometri. Cele 300.000 de desene au umplut pline până la refuz cinci dulapuri. Numărul total al personajelor desenate era, potrivit regizorului, mai mare de un milion. Animația realizată era foarte complexă, cu multe personaje, existând numeroase situații în care peste 20 de personaje se mișcau în cadru. Mișcările personajelor necesitau sincronizare și, uneori, lip-sync (sincronizarea mișcării buzelor cu dialogul). Complexitatea animației era foarte mare, depășind de câteva ori tot ceea ce fusese realizat până atunci de studioul Animafilm. Ajutorul acordat de regizorul italian Gibba (în ceea ce privește crearea personajelor, realizarea story-board-ului și descifrării lip-sync-ului pentru limba engleză) a scurtat perioada de pregătire a producției cu circa șase luni.
Victor Antonescu a constatat, după aproape un an de muncă, că filmul urma să fie mai scurt decât prevăzuse și că mai avea nevoie de 8 minute (aproximativ 200 de metri de peliculă) pentru a îndeplini baremul necesar unui lungmetraj, adică minimum 80 de minute (2.160 de metri). În consecință, l-a anunțat pe Gibba de această situație și a obținut acordul acestuia, fără rezerve, pentru completarea scenariului cu o secvență nouă în care canibalii îi urmăreau pe Robinson și prietenii săi până în momentul salvării naufragiaților. Echipa românească de producție și-a continuat astfel activitatea, iar filmările au fost finalizate în decembrie 1972, când a fost semnat acordul de încheiere a filmului cu producătorul italian Alberto Chimenz. Mixajul sonor și postsincronul pentru varianta în limba română au fost încheiate la sfârșitul lui februarie 1973. Muzica filmului a fost compusă de Francesco De Masi. Vocile personajelor animate au fost dublate în varianta română de actori cunoscuți ca Ion Caramitru (Robinson Crusoe), Anda Călugăreanu (Vineri), Horia Căciulescu (papagalul Paul), Nucu Păunescu (Bongo-Bongo, căpetenia canibalilor), Mircea Bașta (câinele Daniel), Alexandrina Halic și Luiza Derderian-Marcoci (pisicile Lip și Lap). Premiera filmului urma să aibă loc, potrivit unei informări din decembrie 1972 a studioului „Animafilm”, în primele luni ale anului 1973.

## Interzicerea difuzării

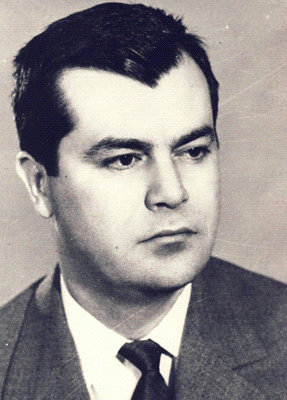
Dumitru Popescu, președintele Consiliului Culturii și Educației Socialiste

Lungmetrajul a fost vizionat în martie 1973, după încheierea lucrului, de către Dumitru Popescu, președintele Consiliului Culturii și Educației Socialiste (CCES), care și-a dat acordul verbal pentru difuzare, fără a formula observații. S-a stabilit, de asemenea, ca premiera filmului să aibă loc în ziua de 26 mai 1973, fiind anunțată în avans de organizatorii „Primăverii culturale bucureștene” printre capetele de afiș ale viitoarei manifestări. Câteva zile mai târziu, Ion Popescu-Gopo, care lucra atunci ca șef al secției de propagandă pentru cinema și televiziune al Organizației Mondiale a Sănătății (cu sediul la Geneva), a solicitat să vadă filmul și l-a felicitat pe Victor Antonescu, iar, în după-amiaza aceleiași zile, s-a primit un apel telefonic de la CCES prin care s-a solicitat, la cererea președintelui, trimiterea filmului pentru o nouă vizionare. Filmul a fost transportat de unul dintre șoferi la Casa Scânteii, iar conducerea CCES a anunțat a doua zi că a decis interzicerea difuzării filmului în România.
Criticul Călin Căliman considera că difuzarea filmului a fost interzisă în România în perioada dictaturii comuniste dintr-un motiv stupid. Autoritățile de cenzură au justificat că filmul are o atitudine rasistă prin înfățișarea băștinașilor negri drept canibali, putând să-i deranjeze astfel pe partenerii africani ai României. Această justificare a fost formulată, la cererea regizorului, de George Radu Chirovici, directorul Direcției cinematografiei din Consiliul Culturii și Educației Socialiste, care a afirmat că „date fiind relațiile noastre cu țările africane, nu ne putem permite să-i jignim prezentându-i ca pe niște canibali...”. Precizarea regizorului că băștinașii din film nu sunt africani, ci fac parte dintr-o rasă inventată, nu a servit la nimic, deoarece Chirovici i-a replicat: „Cum e mai rău!!!”. O justificare similară a fost furnizată de Lucia Olteanu, succesoarea lui Pârâianu în funcția de director al studioului „Animafilm”, care i-a spus regizorului următoarele: „Dacă albii erau negri și invers, filmul mergea!”. Regizorului i s-a părut „ceva necurat la mijloc” la acea vreme și a aflat cu surprindere, după mai mulți ani, că Gopo a insistat ca difuzarea filmului să fie interzisă. Insistența lui Gopo s-ar fi datorat, în opinia lui Antonescu, nemulțumirii sale că un alt regizor a realizat primul lungmetraj de animație din România, considerând că dreptul de a realiza primul lungmetraj i se cuvine doar lui.

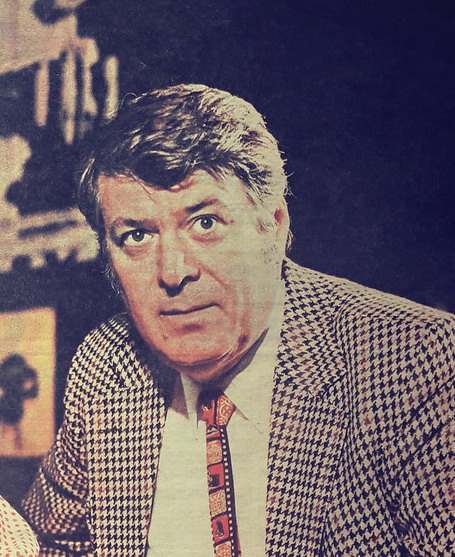
Regizorul Ion Popescu-Gopo

În urma acestei decizii a Consiliului Culturii și Educației Socialiste, a fost semnat un nou contract între Româniafilm și Corona Cinematografica, prin care compania română Animafilm nu a mai fost considerată coproducător, iar compania parteneră italiană a obținut materialele primare (inclusiv negativul filmului) și toate drepturile de difuzare ale filmului în străinătate (cu excepția țărilor socialiste) în schimbul returnării unui procent din încasările provenite din țările rezervate inițial României. Participarea României la realizarea acestui film nu a mai fost menționată nicăieri, iar numele artiștilor români au fost scoase de pe generic. În consecință, genericul filmului îl menționa ca unic regizor pe Gibba și conținea doar nume italiene, cu excepția regizorului român, ce era menționat printre scenariști, alături de Alan Thornton, Frank Driver (pseudonimul lui Gibba) și Alberto Chimenz (menționat Albert Chimenz), sub numele cu rezonanță anglo-saxonă de Antony Victor pentru a crește interesul cumpărătorilor. Cu toate acestea, experiența realizării primului lungmetraj a fost utilă pentru animatorii români și, ținând cont că partea italiană a suportat o mare parte a costurilor de producție, chiar profitabilă financiar. Echipa regizorului Victor Antonescu a primit în 1975 sarcina de a realiza filmul de desen animat Kim după romanul omonim al lui Kipling.
Cu toate acestea, filmul nu a fost uitat, continuând să fie menționat în portofoliul de creații al regizorului Victor Antonescu. Interzicerea difuzării filmului a stârnit, de asemenea, nedumerirea unor persoane precum poetul Ion Iuga, care a întrebat public la Colocviul național de literatură pentru copii, care a fost organizat în perioada 14–15 iunie 1979 la București, de ce acest prim lungmetraj românesc nu poate fi vizionat în cinematografele autohtone: „Ciudat, de ani de zile s-a terminat un film — Aventurile lui Robinson Crusoe de Victor Antonescu, o coproducție a Studioului Animafilm cu Italia. Acest film n-a apărut nici pînă astăzi, pe ecranele Capitalei, întreb factorii de răspundere, pentru că e Anul internațional al copilului: acest prim lung-metraj de desene animate n-ar fi cazul să intre în fața copiilor? Ei să judece un film, ei să judece o carte.”.

## Primire

### Lansare
Premiera absolută a filmului a avut loc la 29 martie 1974 în Italia, unde a fost difuzat sub titlul Il racconto della giungla. Compania italiană a distribuit apoi filmul în alte țări: Republica Federală Germania (29 martie 1974, Robinsons tollste Abenteuer), Spania (8 aprilie 1974, Las aventuras de Robinson y sus amigos), Statele Unite ale Americii (21 martie 1975, Robinson Crusoe), Ungaria (30 octombrie 1975, Robinson és a kannibálok), Cehoslovacia (Robinsonova bláznivá dobrodružství) ș.a.
Lungmetrajul româno-italian a putut fi urmărit de publicul cinefil din România abia după căderea regimului comunist, fiind prezentat în premieră în cinematografe la 1 iunie 1990 (de Ziua Copilului). A rulat apoi în cinematografele din întreaga țară (precum cinematograful „Modern” din Craiova în octombrie 1990 și cinematograful „Tineretului” din Târgu Mureș în octombrie și noiembrie 1990) și a fost difuzat ulterior, în intregime sau în episoade, în cadrul unor programe de televiziune.
Robinson Crusoe a fost vizionat de 100.413 spectatori în cinematografele din România, după cum atestă o situație a numărului de spectatori înregistrat de filmele românești de la data premierei și până la data de 31 decembrie 2014 alcătuită de Centrul Național al Cinematografiei.

### Opinii critice
Prima recenzie a filmului a fost publicată în numărul din 8 martie 1973 al ziarului România liberă de către scenaristul și criticul Horia Pătrașcu, care a vizionat filmul, la invitația regizorului, în sala de proiecție a studioului „Animafilm”. Opinia criticului a fost entuziastă: „[...] acest film vrăjește: un Robinson modern și mai ales tînăr, un Vineri delicios în intimitatea sa primitivă și care produce numai încurcături, două pisici, un cățel blazat preluat parcă din Gai-Luron-ul revistei «P.I.F.» spre desfătarea tuturor obosiților de pe lumea asta, și un papagal excepțional ca inteligență și spirit (este de remarcat curajul de a introduce eroi-animale într-o poveste atît de clasic-umană cum e Robinson Crusoe !), toți aceștia se mișcă pe ecran în cea mai bună tradiție a animației clasice, bucurîndu-se parcă de culoarea cu care i-a blagoslovit natura (citește: V. Antonescu + eastmancolor !), naivi și gingași totodată, feroce în acțiuni sau nedumeriți. «Robinson Crusoe» reprezintă o reușită și totodată un prag trecut cu brio ! Lung metrajul de animație românească își face astfel intrarea în lumea cinematografică printr-o probă deosebit de semnificativă însumînd un desen impecabil, o imaginație dezlănțuită, și o mare — o foarte mare seriozitate profesională.”.
Cu toate că difuzarea filmului în România a fost interzisă, directoarea Lucia Olteanu îl includea totuși în „capitolul reușitelor” într-un articol publicat în revista Contemporanul, fără a menționa că era lungmetraj. Graficianul și regizorul Ion Truică, un coleg de breaslă al lui Victor Antonescu, care apucase și el să vizioneze lungmetrajul, susținea că Robinson Crusoe este „impresionant prin pitorescul atmosferei și verva mișcării”. Ulterior, după căderea regimului comunist, istoricul Călin Căliman a recunoscut meritele filmului Robinson Crusoe ca primul lungmetraj de animație românesc și l-a descris în lucrarea sa de referință Istoria filmului românesc (1897–2000) (2000) ca „un film nostim, atractiv și inventiv”, în timp ce criticul Grid Modorcea a afirmat că lupta lui Robinson cu băștinașii sălbatici este realizată cu „o ingeniozitate comică extraordinară” și conține „o serie de gaguri nebunești, colosale, în stilul lui Popeye Marinarul”, care persiflează poncifele din perioada comunistă.
Recepția critică în străinătate a fost mai puțin entuziastă: astfel, Walter Stock îl considera un film de animație „realizat convențional, cu niște gaguri destul de amuzante”, iar enciclopedia cinematografică germană Lexikon des internationalen Films îl descria astfel: „versiune animată a poveștii lui Robinson de Daniel Defoe cu câteva gaguri și mult timp mort”.

### Premii
Lungmetrajul Robinson Crusoe a câștigat Marele premiu la Festivalul de Film de la Chișinău din 1992.